# Rifargia extranea
Rifargia extranea är en fjärilsart som beskrevs av William Schaus 1906. Rifargia extranea ingår i släktet Rifargia och familjen tandspinnare. Inga underarter finns listade.